# آرثر لي
آرثر لي (بالإنجليزية: Arthur Lea)‏ (23 نوفمبر 1866 في المملكة المتحدة - 23 مارس 1945 بمارشويل في المملكة المتحدة) هو لاعب كرة قدم بريطاني (وحمل سابقاً جنسية المملكة المتحدة لبريطانيا العظمى وأيرلندا) في مركز مهاجم داخلي. شارك مع منتخب ويلز لكرة القدم. أما مع النوادي، فقد لعب مع نادي ريكسهام.

## وصلات خارجية
- آرثر لي على موقع قاعدة بيانات كرة القدم.إي يو (الإنجليزية)